# Museo nazionale d'arte della Catalogna
Il Museo nazionale d'arte della Catalogna (Museu Nacional d'Art de Catalunya in catalano), conosciuto anche con la sigla MNAC, si trova nella città di Barcellona e vanta una collezione di arte romanica tra le più significative al mondo.

## Storia

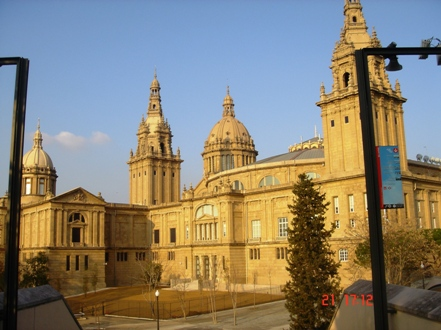
Retro del museo nazionale

Nato inizialmente nel 1990 dall'unione delle collezioni del Museu d'Art Modern e del Museu d'Art de Catalunya (esistente dal 1934), vi si aggiunse successivamente una nuova sezione di numismatica, una di incisioni e parte della Biblioteca General de Historia del Arte. Più tardi, nel 1996, si aggiunse un nuovo dipartimento dedicato alla fotografia.
Oggi il museo possiede circa 250.000 opere e, oltre alle esposizioni temporali e itineranti, ha anche funzioni di studio, conservazione e restauro delle opere d'arte.
La sede principale è nell'edificio del Palau Nacional, sulla collina del Montjuïc, che fu inaugurato nel 1929 in occasione dell'Esposizione Universale celebrata a Barcellona.

## Organizzazione
Il MNAC è un consorzio costituito dalla Generalitat de Catalunya, l'Ajuntament (il Municipio) e l'Amministrazione Generale dello Stato, con propria personalità giuridica. Presidente è Miquel Roca i Junyent.
La struttura prevede un direttore, un vicedirettore amministrativo e un responsabile delle collezioni; dal direttore dipendono le aree organizzative Strategia e innovazione, Marchio e sviluppo, Programmazione culturale; dal vicedirettore le aree organizzative Servizi giuridici, Infrastrutture, Servizi economici e personale; al responsabile delle collezioni, infine, fanno capo le aree Inventario e mostre, Coordinamento delle collezioni, Restauro, nonché il Centro di documentazione. All'interno delle aree operano numerosi settori specifici.
Il museo è sostenuto dalla Fondazione Amici del MNAC, presieduta da Eulàlia Serra Budallés.

### Elenco dei direttori
Dalla fondazione del museo, nel posto di direttore si sono succeduti:
- 1934-1939, Joaquim Folch i Torres
- 1939-1948, Xavier de Salas Bosch
- 1948-1985, Joan Ainaud de Lasarte
- 1985, Lluis Domènech i Girbau
- 1985-1991, Joan Sureda i Pons
- 1991-1994, Xavier Barral i Altet
- 1994-2005, Eduard Carbonell i Esteller
- 2006-2011, Maria Teresa (Maite) Ocaña i Gomà
- dal 2012, Josep Serra i Villalba[6]

### Strategia
La sua strategia si articola intorno a tre punti cardine:
- la collezione: la sua ragion d'essere;
- l'aspetto sociale: un museo per tutti;
- lo sviluppo: diffusione della conoscenza e ricerca[7].

## Galleria d'immagini

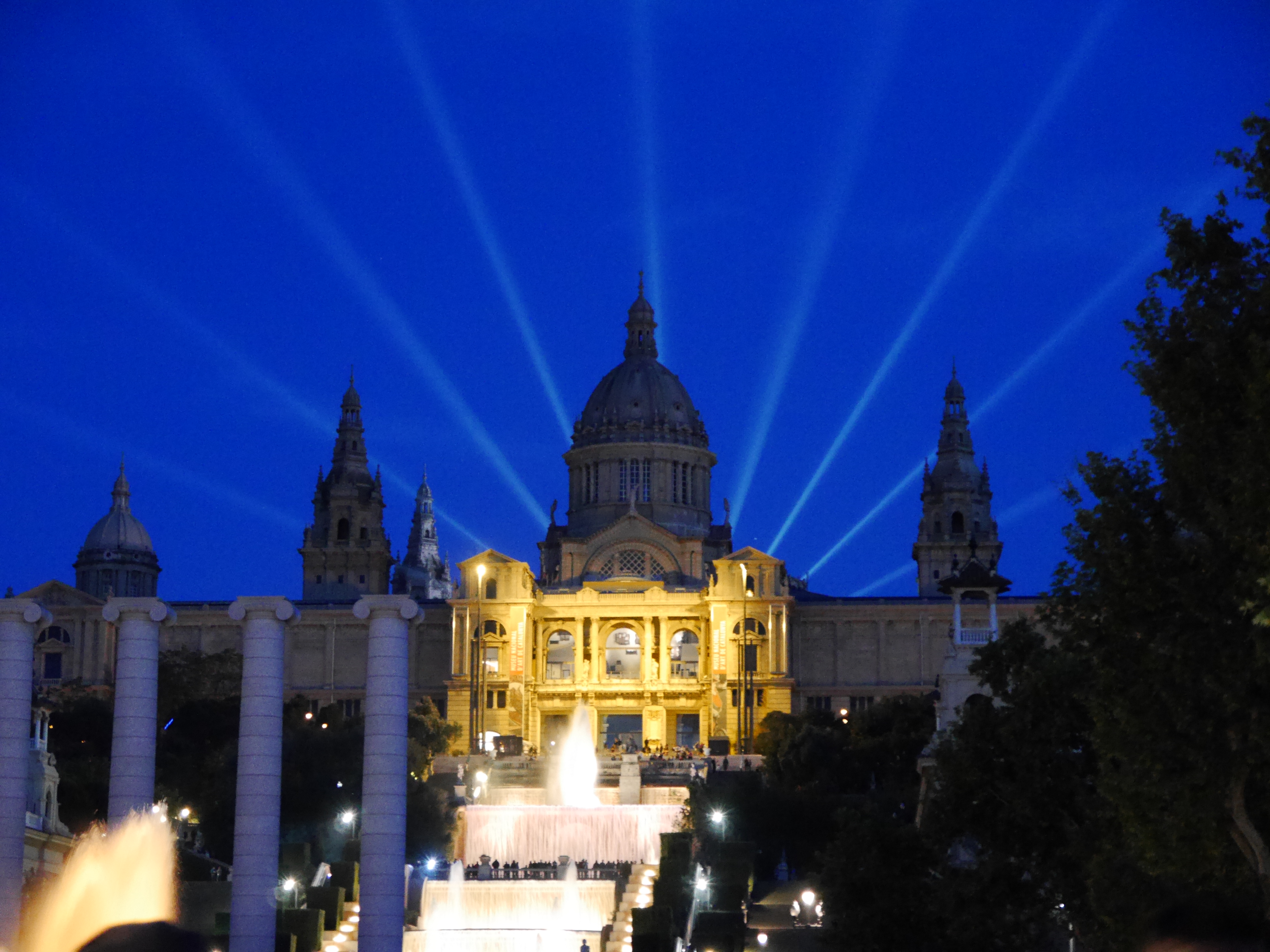
Il museo di notte
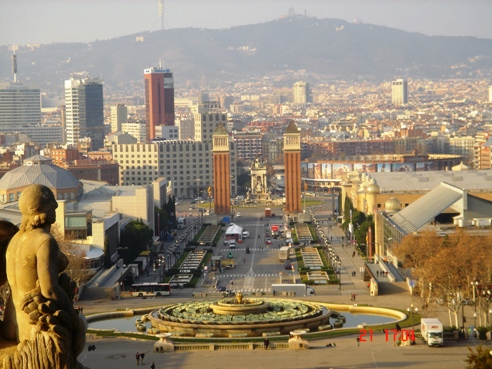
Plaça d'Espanya con le Torri Veneziane dal MNAC
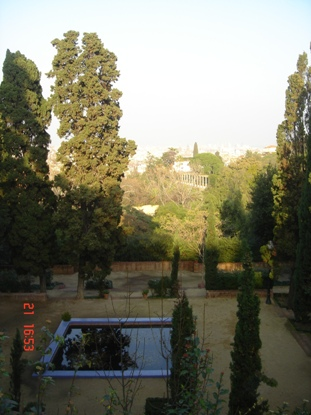
Parco
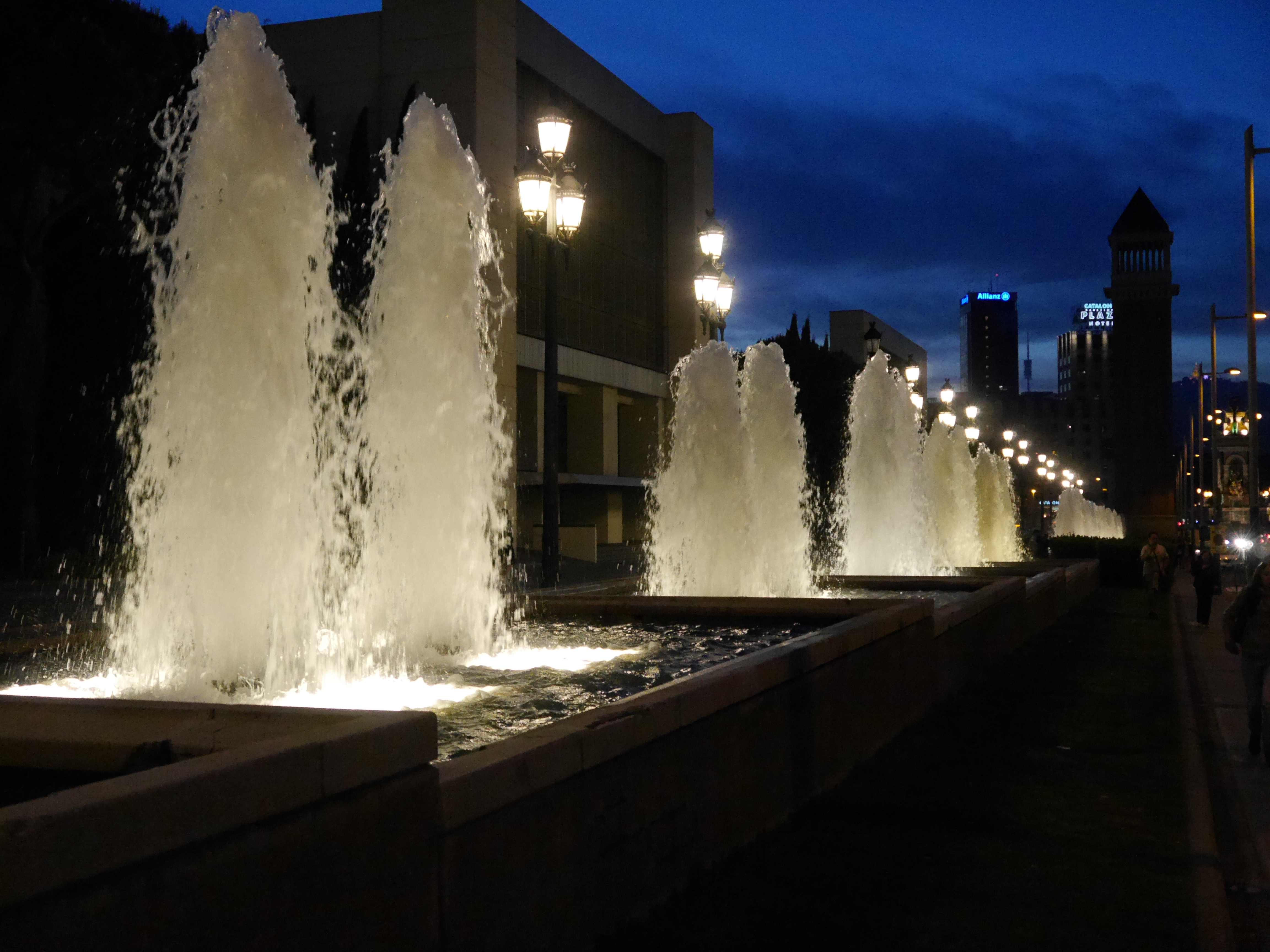
Spettacolo di luci e musica
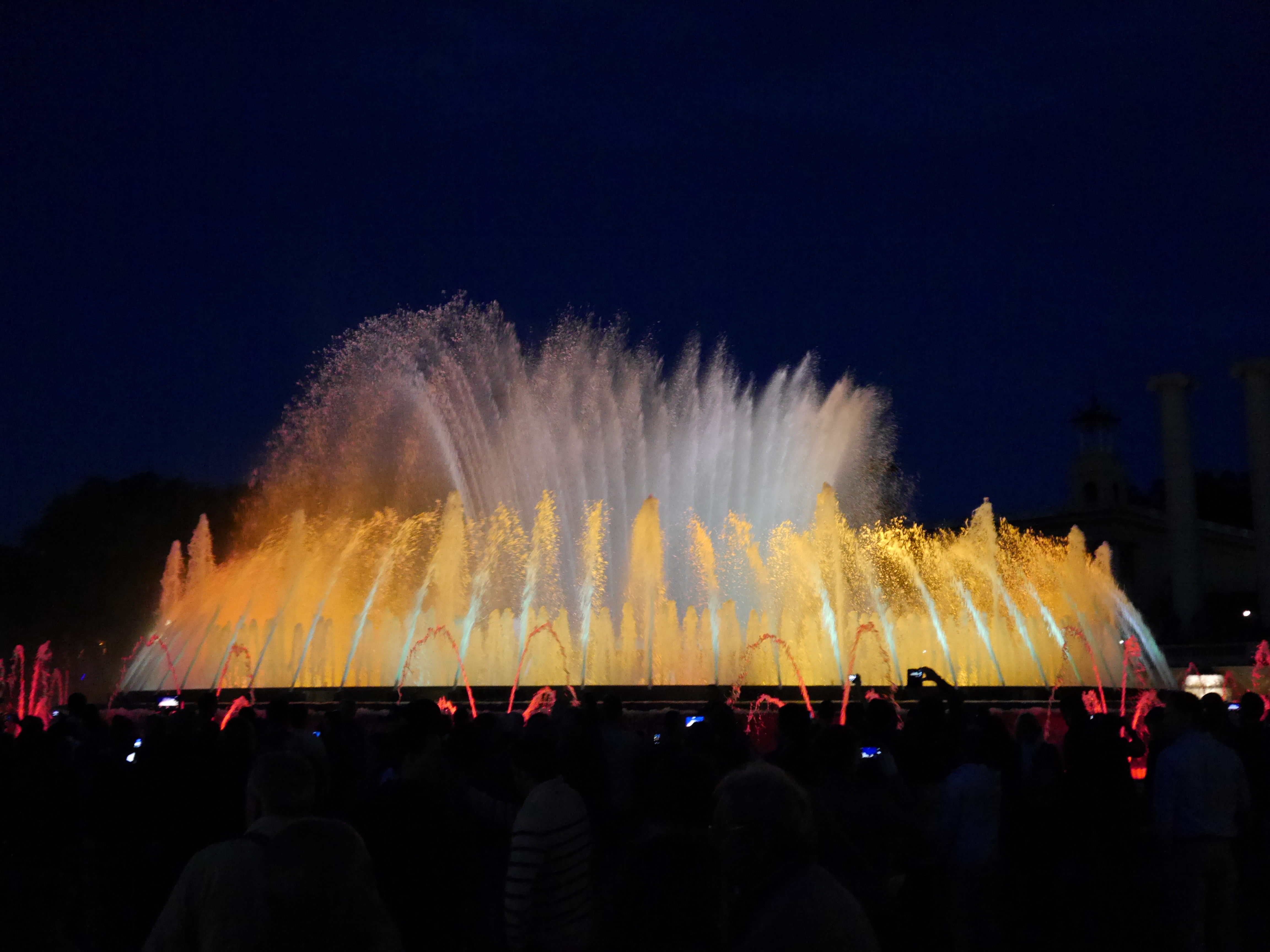
La Font màgica